# Dysauxes bisjuncta
Dysauxes bisjuncta är en fjärilsart som beskrevs av Gillmer 1921. Dysauxes bisjuncta ingår i släktet Dysauxes och familjen björnspinnare. Inga underarter finns listade i Catalogue of Life.